# 耶茨森特 (堪薩斯州)
耶茨森特（英語：Yates Center）是一個位於美國堪薩斯州伍德森縣的城市。同時該地也是伍德森縣的縣治。

## 地方資料
耶茨森特的座標為37°52′48″N 95°44′04″W / 37.88000°N 95.73444°W，而該地的海拔高度為346米（即1135英尺）。根據2010年美國人口普查，該地共人口1352人，而該地的面積約為8.01平方千米。